# K7리그 의정부
K7리그 의정부(K7 League Uijeongbu)는 대한민국 경기도 의정부시에서 진행되는 축구 대회이다. 대한민국의 축구 리그 시스템 중 7부 리그에 해당한다.

## 역사
2017년에 '디비전7 의정부시 리그'라는 이름으로 시작되었다. 2017년 시즌부터 단일 권역으로 6개 선수단이 참가하고 있다. 2017년 시즌부터 2018년 시즌까지 70분(전·후반 각 35분) 경기로 진행되었다.

## 시즌별 결과
| 시즌   | 권역 | 선수단 | 우승           | 준우승         | 승격           |
| ------ | ---- | ------ | -------------- | -------------- | -------------- |
| 2017년 | 1개  | 6팀    | 의정부 경민 FC | 의정부 백호 FC | 의정부 경민 FC |
| 2018년 | 1개  | 6팀    |                |                |                |

## 같이 보기
- K7리그